# Carreno (cratère)
Pour les articles homonymes, voir Carreño (homonymie).
Carreno est le nom d'un cratère d'impact présent sur la surface de Vénus. 
Le cratère a ainsi été nommé par l'Union astronomique internationale en 1991 en hommage à la pianiste et compositrice vénézuélienne Teresa Carreño.  
Son diamètre est de 57 km. Il se situe dans la région du quadrangle d'Alpha Regio (quadrangle V-32). 